# Hán học

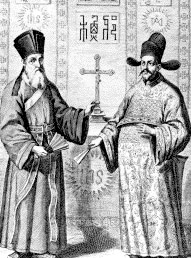
Nhà Hán học Từ Quang Khải（phải）và truyền giáo sĩ Matteo Ricci giao lưu

Hán học (chữ Hán: 漢學) hay Trung Hoa học (chữ Hán: 中華學) là ngành khoa học chuyên nghiên cứu về Trung Quốc, bao gồm lịch sử, chính trị, xã hội, triết học, kinh tế, thậm chí nghiên cứu cả về cộng đồng người Hoa ở nước ngoài. Đây là khái niệm do người nước ngoài đặt ra, tiếng Anh gọi môn khoa học này là Sinology hay Chinese Studies, còn người Trung Quốc gọi khoa học nghiên cứu về Trung Quốc là Quốc học 國學.

## Lịch sử
Ban đầu Hán học chỉ nghiên cứu về văn hoá cổ đại Trung Quốc, chủ yếu nghiên cứu cổ văn, triết học, văn học, hầu như không bao quát hết xã hội Trung Quốc hiện đại. Sau Chiến tranh thế giới thứ hai, Hán học mới bắt đầu nghiên cứu đến Trung Quốc hiện đại.
Hán học thường được chia làm hai thời kỳ là Hán học cổ đại và Hán học hiện đại. Thời gian phân chia hai thời kỳ này không thống nhất, có ý kiến lấy năm 1850 (thời kỳ Trung Quốc suy yếu) hoặc năm 1911 (Cách mạng Tân Hợi) hoặc năm 1949 (Cộng hoà nhân dân Trung Hoa thành lập) từ về trước là Hán học cổ đại, các nghiên cứu sau này thuộc về Hán học hiện đại.

## Hán học, Hoa học và Sinology
Theo nhận định của học giả Trung Quốc Trương Kỳ Quân, thì danh từ Sinology mà người phương Tây thường dùng là chỉ Hoa học chứ không phải Hán học. Nhiều học giả phương Tây còn đề xướng Tạng học (nghiên cứu về Tây Tạng), Mãn học (nghiên cứu về Mãn Châu), theo quan điểm của các học giả Đại lục là phá hoại sự thống nhất của Trung Quốc. Theo đó thì Hoa học không phải là nghiên cứu về Trung Quốc mà chủ yếu nghiên cứu về các dân tộc thiểu số Trung Quốc.